# Hemlingby
Hemlingby är en stadsdel i södra Gävle. Den är byggd vid foten av Hemlingbyberget, från vilket det utgår elljusspår och en skidbacke. Sportanläggningen på Hemlingbyberget erbjuder även konferenslokaler, och ett kafé (den tidigare simbassängen har rivits). I Hemlingby har vandringslederna Gästrikeleden och Upplandsleden utgångspunkter. 2,5 kilometersspåret. I Hemlingby, i närheten av E4 och avfarten Gävle S, finns ett köpcentrum.
Hemlingby var ursprungligen en by i Valbo socken, omtalad första gången 1432, men överfördes redan före 1542 till Gävle stad. 1541 fanns här 8 och 1569 9 mantal skatte.
Här finns också Hemlingby kyrka.